# 花田勝敬
花田 勝敬（はなだか つのり、1945年 - 2011年）は、日本の建築家。HAN環境・建築設計事務所代表。環境に配慮したパッシブソーラー・エコロジーな住まいづくりを実践している。一級建築士。神奈川県建築士会会員。東京都生まれ。
1969年、東京大学工学部建築学科卒業。1969年から1989年まで、菊竹清訓建築設計事務所に勤務。1994年に、花田勝敬建築設計事務所を設立。1996年 HAN環境・建築設計事務所に改称。1990年から、日本大学生産工学部建築工学科 非常勤講師。2002年から日本建築家協会環境行動委員会委員。2003年からNPO法人省エネエコロジー住宅研究会。
1989年、「日本の家」で設計競技準特選。1994年、「世田谷の家」 SDレビュー賞入選。「パッシブソーラー大屋根の家」「欅ハウス」で第7回TEPCO快適住宅コンテスト最優秀賞、「都築の家」で優秀賞。第七回「真の日本のすまい」提案競技林野庁長官賞
「コートデコ洗足レイクサイド」が2007年度グッドデザイン賞、「トレステージ浜田山」で第13回TEPCO快適住宅コンテスト最優秀賞、2009年度グッドデザイン賞を受賞。 
その他の作品に、神奈川県三浦郡葉山町S邸、「連光寺の家」、パッシブデザイン住宅の「江戸川台の家」、「大銀杏の家」、「上布田つどいの家」「ローレルヒルズ手賀の杜・街並み手賀の杜」など。